# Jozef ben Ellemus
Jozef ben Ellemus was een priester uit de Joodse tempel in Jeruzalem rond 5 v.Chr. Hij was een familielid van Matthias ben Theophilus I, die op dat moment hogepriester was. Op Grote Verzoendag in het jaar 5 of 4 v.Chr. bleek dat Matthias zijn hogepriesterlijke taken niet kon vervullen, omdat hij de nacht ervoor droomde dat hij geslachtsgemeenschap had, waardoor hij volgens de Thora tot de volgende avond onrein was. Jozef ben Ellemus nam die dag de hogepriesterlijke taken over.